# Tswanaland
Pour les articles homonymes, voir Tswanaland (homonymie).
1980–1989
Entités précédentes :
- Sud-Ouest africain

Entités suivantes :
- Namibie

Le Tswanaland était un bantoustan autonome du Sud-ouest africain (alors géré par l'Afrique du Sud) entre 1980 et 1989. Situé dans la région d'Omaheke dans l'actuelle Namibie, il regroupait des populations de l'ethnie Tswana.
Tswanaland signifie pays des Tswanas.

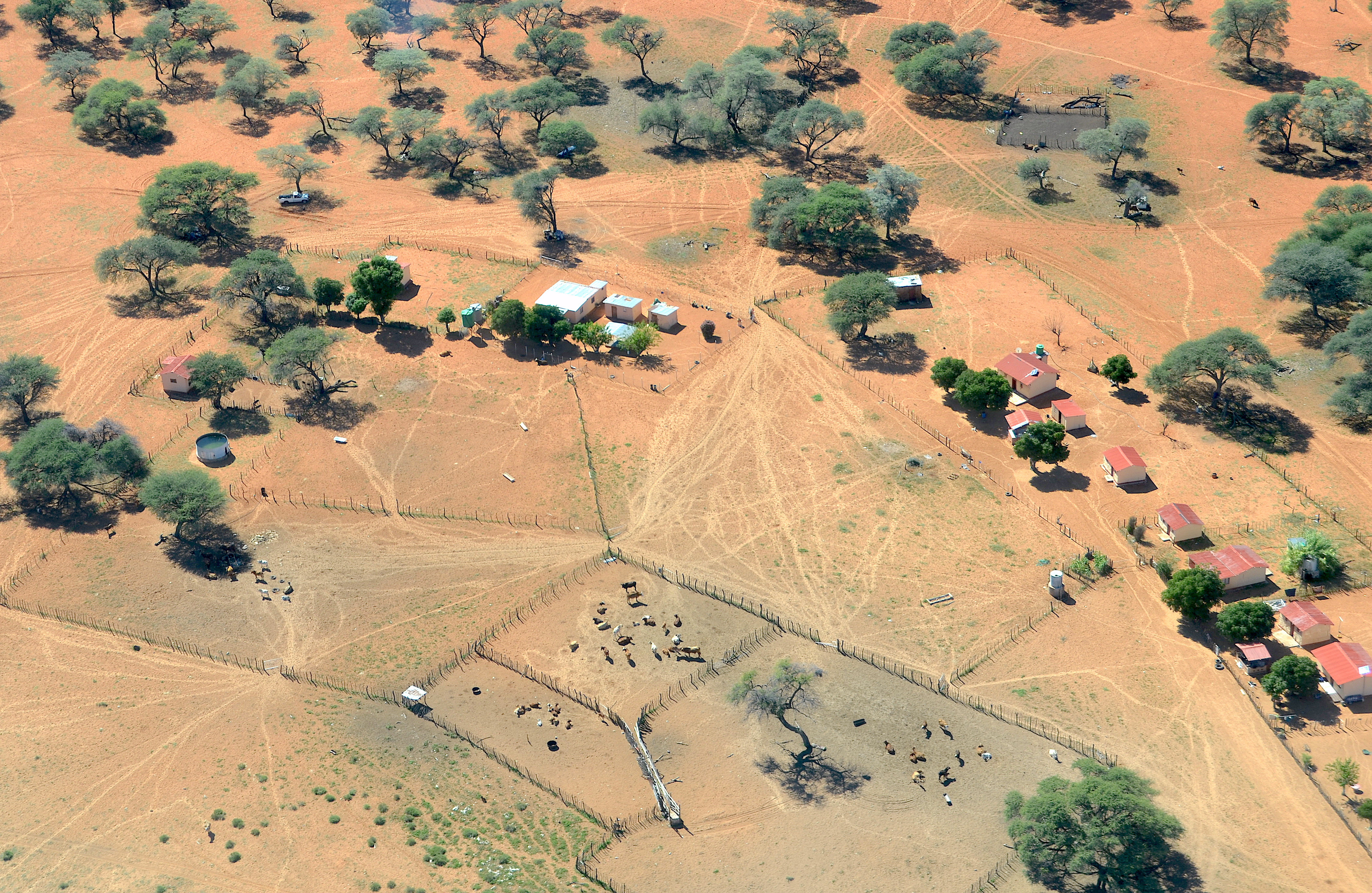
Aroams Oos au Tswanaland (2017)

## Histoire
Suivant les recommandations de la commission Odendaal, le gouvernement namibien crée les bantoustans en 1968, y compris le Tswanaland, selon des critères géographiques. Le Tswanaland mesure alors 1 554 km² et compte environ 10 000 habitants.
En 1980, à la suite de l'abolition de l'apartheid, le découpage est fait en fonction des ethnies et la superficie du Tswanaland se réduit.
Le 19 décembre 1980, le Tswanaland devient autonome et Constance Kgosiemang sera son unique président jusqu'en mai 1989, date à laquelle le Tswanaland est réincorporé à la Namibie.

## Géographie

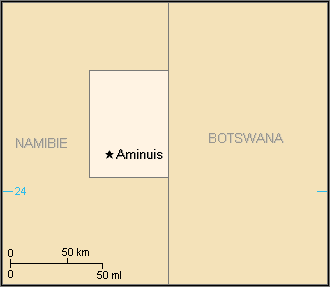
Carte du Tswanaland

Le Tswanaland se situait dans le centre-Est de la Namibie, à la frontière avec le Botswana, en plein désert du Kalahari.

## Politique
Le président du comité exécutif était Constance Kgosiemang du 19 décembre 1980 à mai 1989, membre du parti Democratic Turnhalle Alliance (ou DTA).

## Population
Le Tswanaland était censé regrouper les ethnies Tswanas de Namibie.
La langue officielle était le tswana.